# Parelioi
Parelioi (in greco Παρέλιοι?) è un ex comune della Grecia nella periferia delle Isole Ionie (unità periferica di Corfù) con 7.197 abitanti, secondo i dati del censimento 2001.
È stato soppresso a seguito della riforma amministrativa, detta Programma Callicrate, in vigore dal gennaio 2011 ed è ora compreso nel comune di Corfù.

## Località
È suddiviso nelle seguenti comunità (i nomi dei villaggi tra parentesi):
- Kokkini
- Agios Ioannis (Agios Ioannis, Agia Triada, Kouramaditika, Vasilika)
- Afra (Afra, Agios Vlasios, Kourkoulaiika)
- Vatos
- Giannades (Giannades, Ermones)
- Kanakades
- Kompitsi
- Marmaro
- Pelekas (Pelekas, Avramis, Agios Onoufrios, Glyfada, Kokkinogeia, Plakoto)
- Sinarades (Sinarades, Aspai, Kontogialos)